# 1. pehotni polk (Avstro-Ogrska)
Za druge 1. polke glejte 1. polk.
1. pehotni polk (izvirno nemško Infanterie-Regiment Nr. 1) je bil pehotni polk Avstro-ogrske skupne vojske.

## Zgodovina
Polk je bil ustanovljen leta 1715. 

### Prva svetovna vojna
Polkovna narodnostna sestava leta 1914 je bila sledeča: 82% Nemcev, 15% Čehov in 3% drugih. Naborni okraj polka je bil v Opavi, pri čemer so bile polkovne enote garnizirane sledeče: Krakov (štab, II. in III. bataljon), Mostar (1. bataljon) in Opava (4. bataljon).
Med prvo svetovno vojno se je polk bojeval tudi na soški fronti.
V sklopu t. i. Conradovih reform leta 1918 (od junija naprej) je bilo znižano število polkovnih bataljonov na 3.

## Poveljniki polka
- 1859: nihče[7]
- 1865: Alfred Du Rieux de Feyau[8]
- 1879: Eduard von Zambaur[9]
- 1908: Heinrich von Fiedler[10]
- 1914: Adalbert von Kaltenborn[1]

## Organizacija
1918 (po reformi)
- 2. bataljon
- 3. bataljon
- 4. bataljon